# Саксонський кінь
Саксонський кінь (також Нижньосаксонський кінь, кінь династії Вельфів або Вестфальський кінь) — це гербова фігура. Він ототожнює саксонський народ, колишнє Саксонське герцогство та приєднані до нього політичні утворення, перш за все ті, що належать до Вельфів. Сьогодні це герб землі Нижня Саксонія. Вестфальський кінь з піднятим хвостом є мотивом традиційного герба Вестфалії і сьогодні в такому вигляді він також є елементом герба землі Північна Рейн-Вестфалія. Сусідній нідерландський регіон Твенте та британське графство Кент також мають цей малюнок на своїх сучасних гербах.
Саксонський кінь не пов'язаний з Саксонським курфюрством у його східних землях, таких як Саксонія, Тюрінгія та Саксонія-Ангальт. Назва цих територій походить від часів Генріха XII Баварського, чий титул герцога Саксонського був приписаний дому Асканія, а потім дому Веттінів. Всі ці династії під прапорами з саксонським конем брали участь у завоюванні східнослов'янських областей вздовж течії ріки Ельби. Під терміном «сакси», які б могли претендувати на герб з саксонським конем, історики об'єднують різні германські племена колонізаторів. Саме для їх розрізнення й були створені терміни «Верхня Саксонія» і «Нижня Саксонія».
Герб Нижньої Саксонії, зокрема «Вестфалії», складається із здибленого білого коня у повному стрибку на червоному тлі. З моменту появи в XIV столітті, він розглядався радше як популярний регіональний символ, ніж як знак династичного правління. Тобто скоріше, як символ країни та її народу, ніж суверенної родини Вельфів. Саме це зумовило його популярність, яка сьогодні зростає через популярне мистецтво. Нині його вплив як символу регіональної ідентичності можна порівняти лише з впливом баварського герба з біло-блакитними ромбами, що походять з герба дому Віттельсбахів.

Саксонський кінь на гербі землі Нижня Саксонія
Саксонський кінь на історичному гербі Вестфалії
Прапор графства Кент, Англія
Саксонський кінь на гербі
регіону Твенте (Twentse Ros)

## Походження в тіні історії
З першої появи на печатках і гербах у другій половині XIV ст століття саксонський кінь вважається саксонським символом предків. З того часу його використовували як політичний інструмент для вираження претензій на владу та англосаксонську ідентичність. Однак це явно архаїчне посилання на традицію, якої насправді ніколи не існувало.

### Догеральдична згадка відсутня
Сакси були групою західногерманських народів, яка, ймовірно, утворилася в III столітті і чиє існування доведено з IV ст. Племена хауків, ангріваріїв і херусків, які об'єдналися з саксами, жили у I столітті в сучасній Північно-Західній Німеччині та на сході сучасних Нідерландів.
Згодом, наприкінці античності та напочатку середньовіччя, після масового збільшення населення, люди несаксонського походження згадують і описують саксів як піратів на Північному морі, римських найманців, пізніших поселенців у Великій Британії та язичників на кордоні Франкського королівства, що були примусово християнізовані. Жоден із цих авторів не дає жодної вказівки щодо коня, як тварини чи племінного символу, або хоча б як фігури на прапорі саксів. Археологічні знахідки цього періоду також не дають нам жодних підказок. Звичайно, зображення тварин можна знайти на предметах побуту цього періоду, але в основному вони представляють дичину, таку як олень або кабан. Трапляються також і зображення коней, але неможливо зробити висновок, що кінь символізував би плем'я.

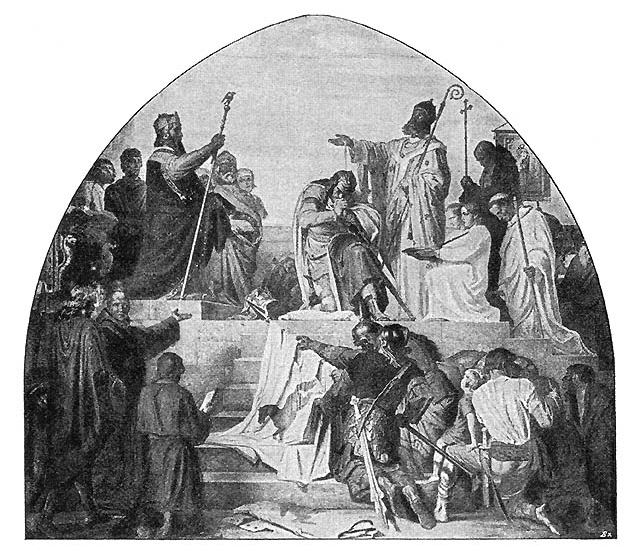
Хрещення Віттекінда за ескізом Альфреда Ретеля, частина Карлсфрескена (1847—1861) у ратуші Аахена (фотографічна реконструкція, 2000 р.)

У X десятому столітті, коли саксонська династія герцогів Лудольфідів правила східною територією Франкського королівства, як і Оттони, що потім стануть імператорами Священної Римської імперії, до якої потім додадуть словосполучення «Германської Нації», саксонський монах Відукінд Корвейський написав першу «Історію саксів», так би мовити, «зсередини» (res gestae saxonicae). Він вперше в письмовій формі розповів про походження саксів, надавши історичні та генеалогічні звіти та зробивши таким чином вирішальний внесок у створення саксонської ідентичності. «Саксонський кінь», як племінний символ, однак, в його описах також відсутній..
Гіпотеза про те, що символ коня походить з догеральдичного періоду або навіть з доісторичних традицій саксів, базується лише на кількох підказках, які, ймовірно, були предметом апостеріорної інтерпретації.

### Королі з іменами коней
«Кінні імена» двох легендарних саксонських вождів Хенгіста та Хорси сприймаються, як доказ того, що кінь був символом влади для саксів. За переказами, ці вожді згадуються у V столітті нашої ери, як перші саксонські правителі Британських островів, на території нинішнього графства Кент .
Повна тотожність із гербом англійського графства Кент, насправді, вражає. Проте використання здибленого коня, як символу Кенту, датується лише 1605 роком (на зображенні Річарда Верстегена в його «Поверненні занепалих старожитностей»). Цей герб був офіційно закріплений за графством Кент лише у 1933 році.

Герб регіону Герфорд із вороним конем Відукінда

### Білий кінь Відукінда
Згідно з давньою традицією, герцог Саксонії та противник Карла Великого Відукінд у VIII столітті мав би чорного коня на своєму прапорі, якого він змінив на білого коня після навернення до християнства . Інша версія свідчить, що Відукінд отримав коня від Карла Великого як подарунок на хрещення.
Пам'ять про дохристиянського вороного коня Відукінда збереглася в кількох районах Вестфалії, наприклад, на гербі округу Герфорд. У колегіальній церкві Святого Діонісіса в Енгері є могила, яка, як вважають, належить Відукінду. Герб цього графства (здиблений вороний кінь на білому тлі) виражає зв'язки, які населення Вестфалії досі підтримує з колишнім язичницьким лідером. Але ці історії теж є легендами, які з'явилися пізніше і не ґрунтуються на жодних доказах, датованих часами до появи коня в геральдиці.

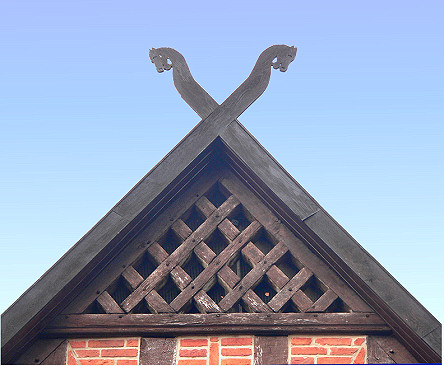
Прикраса фронтону, муніципалітет Ведемарк поблизу Ганновера

### Кінські голови на фронтонах
Іншою ознакою важливості мотиву коня в регіоні (Нижня) Саксонія є типове оздоблення фахверків у північній Німеччині (будинки Нижньої Саксонії). Цей тип архітектури має, щоб захистити від негоди, фронтонні дошки, або «бордюри», на фронтонних сторонах типових для регіону солом'яних дахів. Вони перетинаються у верхній частині конструкції, яку перевищують на півметра. Як правило, на кінцях цих дощок вирізані голови коней .

### Уффінгтонський білий кінь

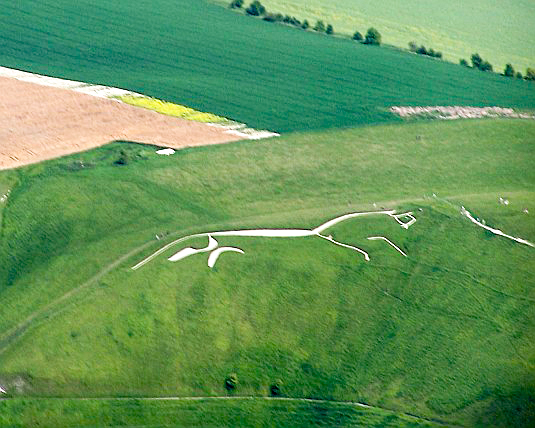
Білий кінь з висоти пташиного польоту

Уффінгтонський білий кінь також цитується в дискусії щодо давнини саксонського коня. Однак ні дуже давній білий уффінгтонський кінь, ні наступні імітації не можуть вважатися доказом догеральдичного використання саксонського коня як племінного символу чи об'єкта поклоніння.
Геогліфічний візерунок, знайдений на схилі пагорба Білий Кінь у графстві Оксфордшир, вважається найстарішим геогліфом Англії. Це стилізоване зображення коня, вирізане з рослинності та вкопане в землю, що робить видимим нижній шар крейди. Контури утворюють рови шириною 3 метри і глибиною від 60 до 90 сантиметрів. Силует коня має розміри 107х37 метрів.
Вік цього геогліфа є суперечливим. Традиційно його пов'язують з англосаксонськими загарбниками Великої Британії у V столітті на чолі з напівміфічними вождями Хенгістом і Хорсою. Згідно з іншою версією, він був створений лише у IX столітті на честь перемоги короля Альфреда Великого над данцями.
Більш пізні вимірювання датують коня Уффінгтона залізним або навіть пізнім бронзовим віком. Вважається, що інші геогліфи білого коня на пагорбах південної Англії були набагато пізнішими. Більшість із них вважаються пізніми імітаціями коня Уффінгтона, що датуються XVIII—XIX століттями.

### Герби, що атрибутовані пізніше
Хоча в ранніх століттях саксонської історії немає згадок про саксонського коня, пізніше, після розвитку геральдики, стало звичним використовувати герби для представлення цієї ранньої епохи. Саме в період розквіту геральдики, наприкінці Середньовіччя і на початку Нового часу, було майже неможливо уявити зображення государя без герба.
Відповідно, символ здибленого коня Саксонії приписували лордам, які померли задовго до розробки гербів, таким як герцог Відукінд або перший саксонський король Східної Франкії Генріх I, а також їх наступникам: імператорам дому Оттонів .
Пил століть, таким чином, надавав гербовласнику більше шляхетності, що було корисним для клієнтів художників, які були сучасними користувачами геральдичної традиції.

## Перша історична поява і значення
Найстарішим свідченням використання коня на гербах і печатках є печатка офіційного документа, виданого подестою Готфріду I Штаде між 1186 і 1201 роками. Її перше використання як печатки родини Вельфів є відбитком печатки Альбрехта I Брауншвейг-Грубенхагена спостерігається з 1361 року. Діаметр печатки становить 3,5 сантиметра, а на її краю зроблений напис:
SECRETU[m].ALBERTI.DVCIS.IN.BRVNESWIC. (франц.: «Таємна печатка Альбрехта, герцога Брауншвейгського»)
У центрі зображення біжить кінь, який піднімає лише переднє праве копито. Описати кольори герба неможливо. Відбиток зберігається у земельному архіві Нижньої Саксонії у місті Вольфенбюттель під номером 7A Urk 94.
Найдавніше кольорове зображення щита з Саксонським конем належить першому гербу («Codex Seffken») Нижнього Рейну 1379—1380 років. На щиті також зображений крокуючий кінь, а оздобленням шолома є голова коня. Його називають «колишнім гербом Брауншвейгу». Колишня резиденція Генріха XII Баварського, Брауншвейг вважався столицею королівства Вельфів.
Причина появи мотиву коня в середині XIV століття була політичною. Найпізніше з 1354 року можна було передбачити, що люнебурзька гілка династії Брауншвейг-Люнебург (колишній дім Люнебургів) вимре, що й сталося в 1369 році. Імператор Карл IV уже оголосив, що князівство Люнебург буде передано не члену Брауншвейгської династії, а асканійським князям Саксен-Віттенбергу. Брауншвейгський дім, однак, почав боротьбу за свою спадщину під час Люнебурзької війни. Конфлікт завершився лише в 1388 році перемогою Брауншвейгів під Вінсеном.
Ця войовнича сварка супроводжувалася геральдичним вираженням претензій родини Вельфів на всю колишню саксонську територію (включно з Люнебургом). За часів до винайдення засобів масової інформації герби правлячих домів були важливим засобом спілкування в політичних дискусіях. Адже широкі верстви населення мислили «геральдично».
Незважаючи на відсутність старих свідчень, кінь, мабуть, мав значення, як символ саксонської племінної ідентичності. Відтоді родина Вельфів завжди використовувала коня, коли йшлося про встановлення своєї влади над усією територією Нижньої Саксонії, тоді як зазвичай вони віддавали перевагу на своєму гербі зображенню левів чи леопардів.

## Геральдичне використання протягом історії

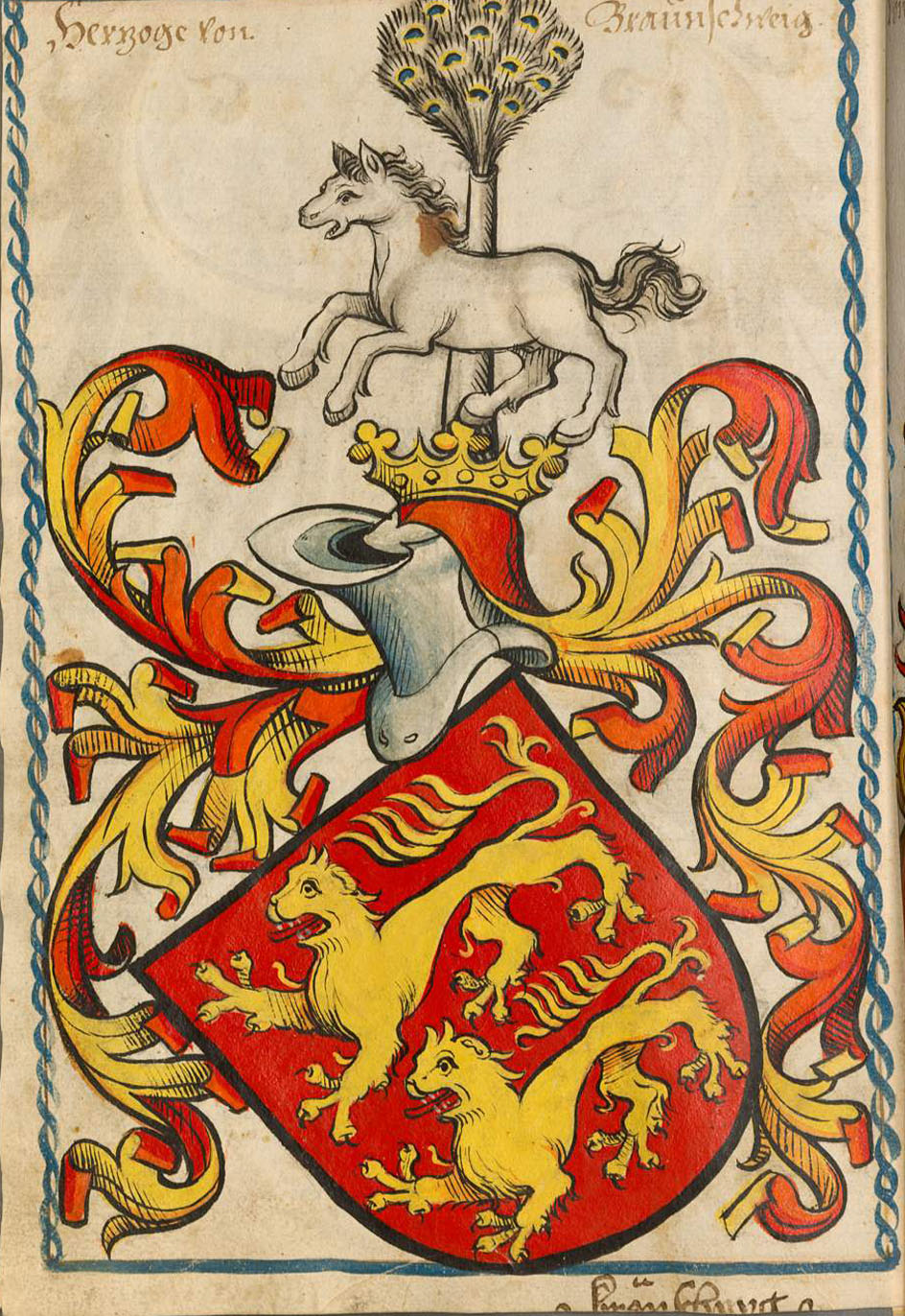
Герб герцога Брауншвейгського в гербовнику Шайблера (1450—1480)

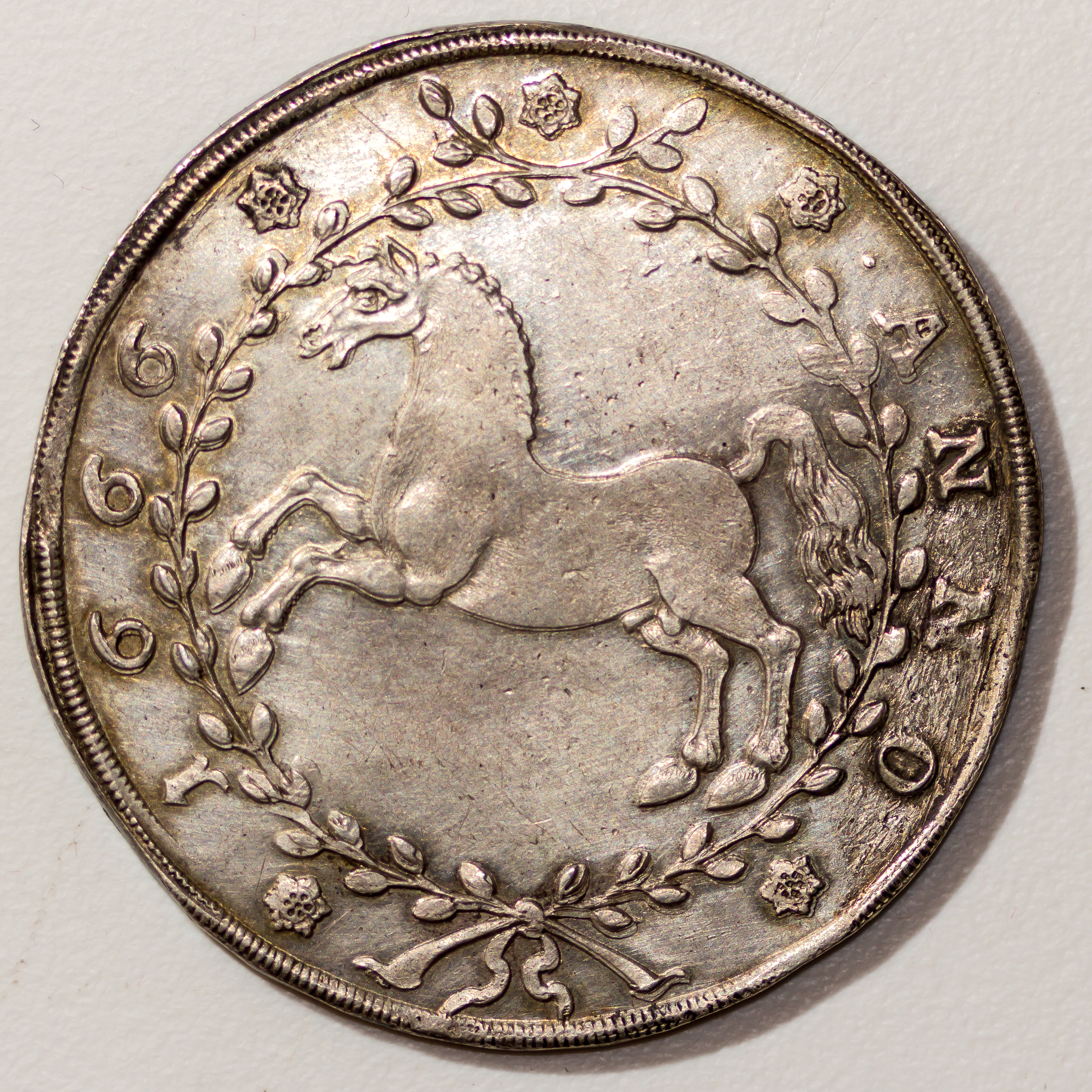
Талер 1666 року із зображенням Жана-Фредеріка де Брансвік-Каленберга, реверс

### Створення територіальних держав
З XV століття герцоги Брауншвейг-Люнебурзькі переважно використовували Саксонського коня як декоративний елемент на клейнодах (нашоломниках) своїх гербів. На них він стрибав перед білою колоною, прикрашеною павиним пір'ям. Пізніше він стрибає вже повз червону колону, увінчану золотою короною та зіркою, прикрашену трьома павиними пір'їнами . Цей пізніший варіант клейноду обрамлений двома серпами, прикрашеними павиним пір'ям. Подібного коня перед червоною колоною також з 1570 року можна спостерігати у гербі міста Вольфенбюттель .
Плеканий у народній свідомості здиблений білий кінь часто використовувався в народній творчості. Він зустрічається на будівлях, флюгерах, плитах, пивних кухлях і як прикраса багатьох повсякденних предметів. Відчуваючи популярність цього символу, государі демонстрували його народу на монетах (пізніше також на банкнотах і марках), медалях, мундирних ґудзиках і військових прапорах. Таким чином, вони використовували зв'язки людей з конем Саксонії в династичніх цілях.
Наприкінці Середньовіччя, під час формування територіальних держав, різні території, що належали гвельфам (загальний термін : Брауншвейг-Люнебурзьке герцогство) ущільнився під час абсолютизму і став
- курфюрство Брауншвейг-Люнебург
- князівство Брауншвейг-Вольфенбюттель .

Згодом в геральдиці з'являються герби з кількома полями, які об'єднували герби всіх територій, завойованих тогочасними володарями. Їх не завжди було легко використовувати щодня, оскільки на надто маленьких зображеннях поля кожного герба досить складно було ідентифікувати, що не давало загального враження про армігера. Ось чому Саксонський кінь охоче використовувався як «малий герб» для управління землями, що належали Вельфам. Адже його було легко запам'ятати і зрозуміти.

### Саксонський кінь у Британській імперії

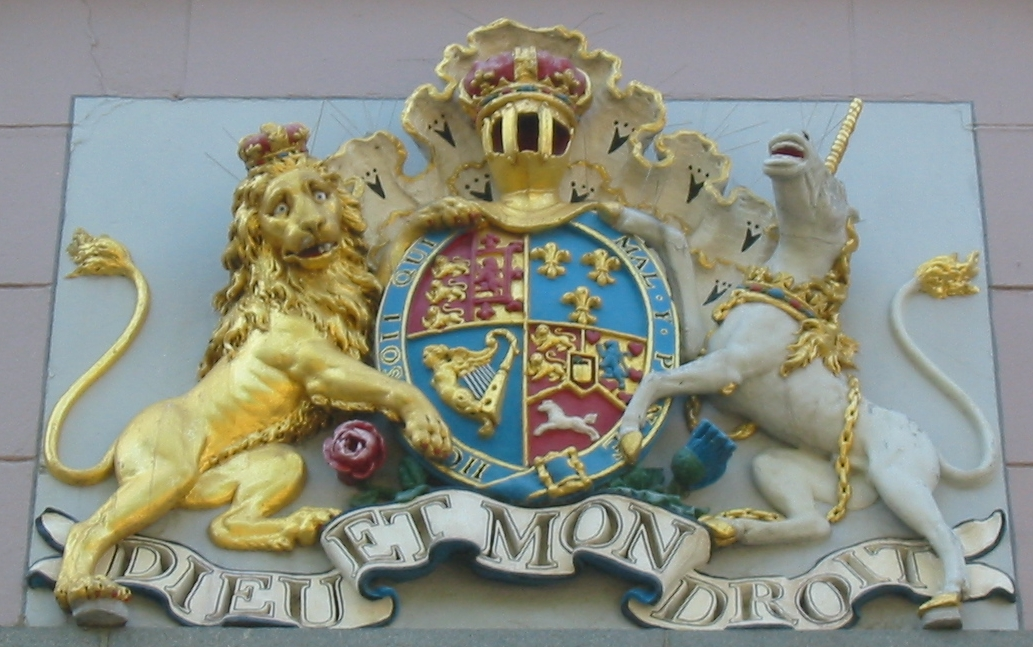
Британський королівський герб із Саксонським конем

Коли князі-курфюрсти Ганновера також через одруження посіли престол Великої Британії в 1714 році (а також Ірландії у 1801 році), переїхавши до Лондона, вони взяли з собою й емблему Саксонського коня. Вже на реверсі медалі коронації Георга I зображений кінь, що стрибає з півночі Німеччини до Британських островів.
Згодом Саксонський кінь разом із Вельфськими левом та леопардом, а також англійським, шотландським та ірландським гербами були об'єднані, щоб утворити геральдичний конгломерат, що зараз використовується як знак домінування в усьому світі: в Америці та Австралії, Індії та Африці. Ця комбінація гербів і сьогодні утворює сімейний герб Вельфів.
Що стосується прапорів, то британський Юніон Джек періодично поєднувався з саксонським конем. Для цього коня-скакуна вставляли в червоне поле, на перетині двох широких смуг хреста святого Георгія.
Залишки саксонського коня збереглися в частинах колишньої Британської імперії, наприклад, на гербі міста Гвельф («Вельф») в Онтаріо (Канада) зображений білий кінь у повному стрибку через центральну червону смугу.

### Саксонський кінь за і проти Наполеона.

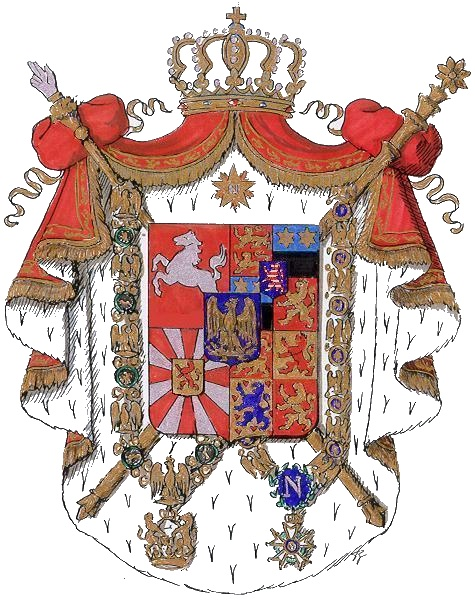
Герб Вестфальського королівства

У 1807 році Північна Німеччина була окупована Наполеоном і Священна Римська імперія була розпущена. Після Тільзітських угод Наполеон приєднав Ганновер та Брауншвейг-Вольфенбюттель разом із іншими територіями до Вестфальського королівства. Його очолив брат Наполеона Жером, що правив їм зі своєї столиці Кассель. Ця нова імперія також використовувала коня Саксонії, віднині Вестфальського коня, у верхній частині свого герба разом з кількома іншими полями.
Проти цієї імперії, також використовуючи емблему Саксонського коня на своєму штандарті, боролися князь-курфюрст Ганновера разом з королем Великої Британії та Ірландії, а також герцог Брауншвейг-Люнебургу. Ганноверська армія та «Королівський німецький легіон» об'єдналися з британськими військами та «Черним Легіоном» («Schwarzen Schar») герцога Фрідріха Вільгельма Брауншвейг-Вольфенбюттельського. Його приватний фрайкор покрив себе військовою славою отримавши серію перемог над французами по всій території Німеччини. Фрідріху Вільгельму вдалося зберегти корпус від переслідування, завантаживши військо на англійські кораблі та евакуюватися до о. Вайт у Великій Британії. , поки не тім до Англії, закінчується до боротьби з військами Наполеона в союзі з «Німецьким легіоном» на важливих полях битв під час Війни за незалежність Іспанії та в Італії.

На відміну від свого родича, князя-курфюрста Ганновера, який, будучи королем Великої Британії та Ірландії, правив цілою імперією, герцог Фрідріх Вільгельм після втрати князівства Брауншвейг-Вольфенбюттель залишився лише з невеликим герцогством Олесницьким (Ельс) в Нижній Сілезії, яке дісталося йому від дядька Фрідріха Августа. Саме звідси, заклавши у борг свої володіння, Фрідріх Вільгельм почав наполегливо і завзято боротися за втрачену спадщину. Він сформував невеликий загін (2300 вояків), який згодом почнуть звати Брауншвейзьким «Чорним корпусом» (його солдати носили чорну форму, а емблемою корпусу була «мертва голова») — з цього формування згодом виростуть найвідоміші полки прусської армії.
Щоб висловити свою рішучість і вказати на зв'язок із Брауншвейг-Люнебурзьким герцогством, він поєднав на штандартах своїх батальйонів геральдику династії Вельфів із конем Саксонії. До цього додалися такі важливі девізи, як: «Sieg oder Tod» («Перемога або смерть»), «Mit Gott für Fürst und Vaterland» ("З Богом, за Князя та Батьківщину) та «Nunquam retrosum» («Ніколи не відступати»). Відповідно, на військових рюкзаках його «Брауншвейг-Люнебурзьких єгерів», які воювали під командою британців в Іспанії, також було зображено Саксонського коня .
Герцог був смертельно поранений під час битви при Катр-Брас, за два дні до битви при Ватерлоо . Але завдяки своїй постійній військовій присутності на всіх важливих полях битв під час німецької кампанії 1813 року, герцогство Брауншвейг змогло отримати свою незалежність на Віденському конгресі .

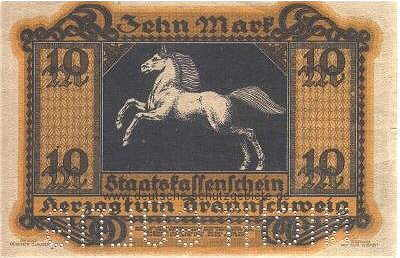
Банкнота Брауншвейгу

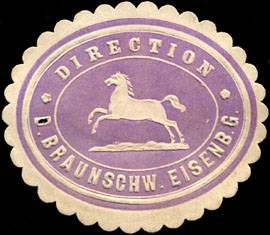
Печатка залізничної компанії герцогства Брауншвейг

### У Німецькому союзі та в Німецькій імперії
Після завершення німецької кампанії в 1814 році були утворені Ганноверське королівство і герцогство Брауншвейг як держави-спадкоємці Вельфів, які приєдналися до Німецького союзу. Обидві, відповідно, використовували стрибаючого коня на червоному тлі «малими гербами». Він також став улюбленим мотивом для символів таких королівських служб, як армія, пошта та залізниця.
Ось чому на початку 1852 року на перших марках, випущених поштою Брауншвейгу, зображено білого Саксонського коня в червоному овалі. З філателістичної точки зору цінно те, що ці брауншвейзькі марки були першими в Німеччині надруковані на біло-жовтому папері, а інші — чорним чорнилом на кольоровому папері. Це був тоді єдиний можливий спосіб зображення білого коня.

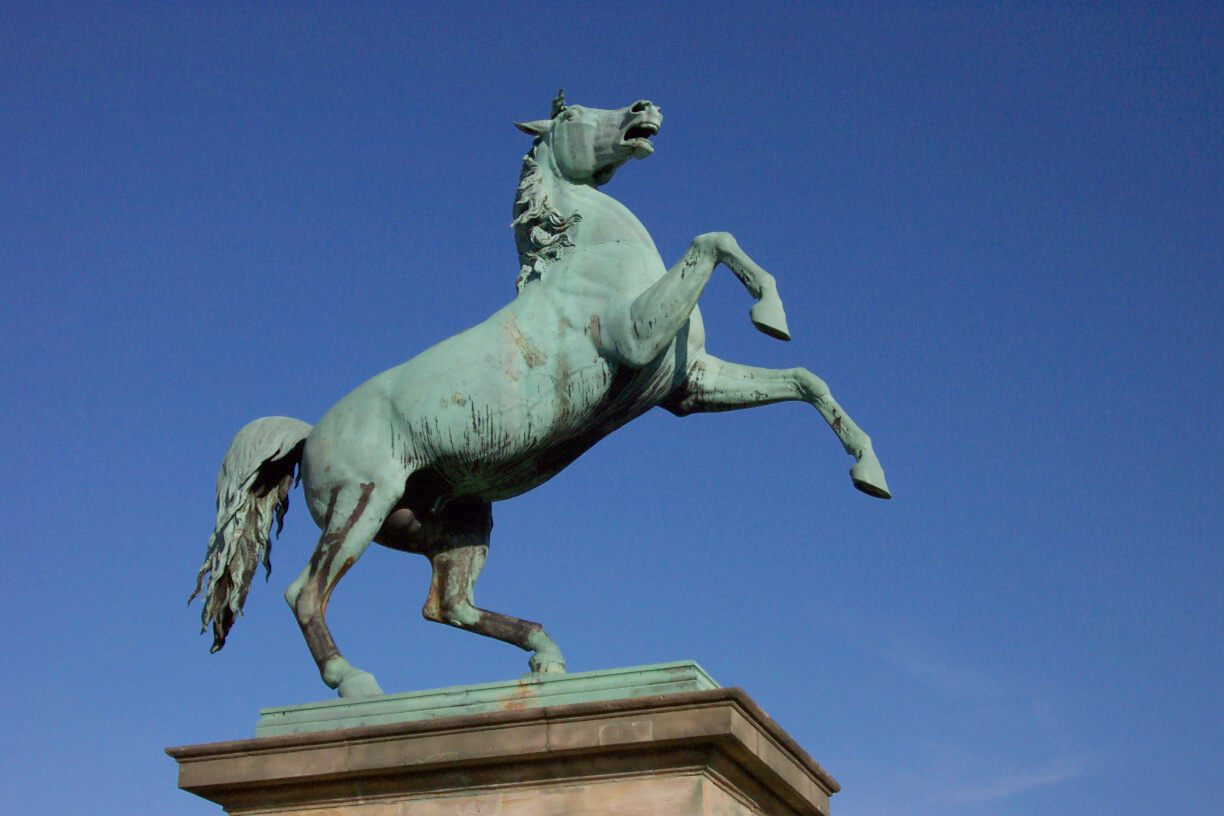
Бронзова статуя Саксонського коня в Ганновері

Коли після австро-прусської війни 1866 року королівство Ганновер було анексовано Пруссією, ставши прусською провінцією, остання отримала коня Саксонії як єдиний герб. Королівська родина була змушена втекти від переможної прусської влади та відправитися у вигнання, де не могла використовувати символику династії Вельфів. Населення ж розглядало використання Саксонського коня як визнання своєї ганноверської ідентичності, а не як нероздільний символ родини Вельфів. За кілька років був затверджений герб провінції, де Саксонський кінь, як ніколи, був втіленням Вельфсько-ганноверської ідентичності та символом опору прусському пануванню.
Ось чому реалізація в 1866 році на замовлення короля Ганновера бронзової статуї коня Саксонії, більшого за життя, скульптором Альбертом Вольфом, стала політичною подією. Спочатку він мав бути встановлений на балюстраді замку Вельфів, про що тепер не могло бути й мови. Відвантаження статуї на Всесвітню виставку в Парижі в 1867 році також було скасовано через побоювання, що король Ганновера Георг V, який жив у вигнанні, міг би з-за кордону претендувати на володіння статуєю. Тому він роками залишався під дверима головного входу до замку. Лише в 1879 році, коли Королівська вища технічна школа, яка пізніше стала Ганноверським університетом, переїхала в будівлю, кінь знайшов гідне місце на кам'яному постаменті, встановленому на еспланаді. Це місце він займає і сьогодні.
Але після 1866 року, навіть з вигнання, ганноверський Дім Вельфів намагався боротися проти прусської окупації своєї країни. Навіть розглядалося застосування військової сили, але це не було реалістично. Знову ж таки, саксонський кінь відіграв певну роль у пропаганді. Про це ще раз свідчить пісня Х. Матте «Саксонський кінь на перевалі»:

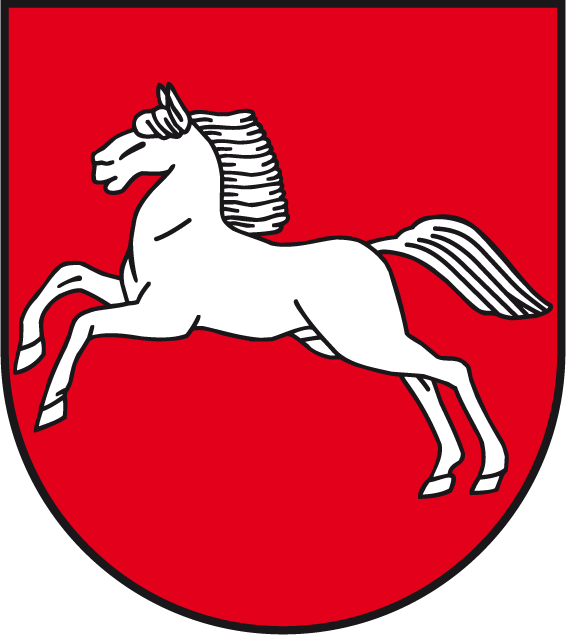
Герб вільної держави Брансвік 1922—1946

«Auf! Niedersachsens Söhne stärket unsere Reih'n. (Вставайте, сини Нижньої Саксонії, зміцнюйте ряди.)
Jetzt ist die Stund gekommen, die Heimat zu befrei'n. (Настав час віддати свою частину.)
Sachsenroß am Kragen, gelb und weiß das Band, (Саксонський кінь на нашийнику, жовто-біла смуга.)
Niedersachsens Söhne werden wir genannt. (Ми називаємо себе синами Нижньої Саксонії.)»
Lieder der Deutschen Legion (Пісня німецького легіону)
28 вересня 1912 р. Саксонський кінь перейшов з неофіційного малого герба герцогства Брауншвейг на «офіційну печатку», яку адміністрація використовувала в документообігу.

### Веймарська республіка
Після скасування монархії в 1918 році Ганновер залишився прусською провінцією, втім Брауншвейг отримав незалежність, ставши вільною державою. На цих двох територіях Саксонський кінь залишився єдиним офіційним гербом, встановленим у Брауншвейгу статтею 1 конституції від 6 січня 1922 р. Коли у 1924 році Пруссія спробувала додати прусського орла до верхньої частини герба провінції Ганновер, населення Ганновера протестувало з такою жорстокістю, що модифікацію довелося скасувати ще в 1925 році.

### Земля Вестфалія
З XII століття архієпископи, пізніше князі-курфюрсти Кельна, успадкували від Генріха XII Баварського Вестфальську частину колишньої землі Саксонії, проте вони контролювали лише територію сусіднього герцогства Вестфалія. Щоб підкреслити своє панування над цією територією та претензії на всю Вестфалію, вони також привласнили Саксонського коня для досягнення своєї мети. Цього разу він зображений піднявшись на дибки, а не в повному стрибку, тому трохи випрямлений. Його хвіст також «піднятий» вгору. Так з'явився Вестфальський кінь, не менш популярний за Саксонського. Мешканці Кельна використовували його з 1469 року на монетах і приблизно з 1500 року — як частину свого герба. Створене Наполеоном Вестфальське королівство також розмістило Вестфальського коня в першому квадраті свого герба. Пізніше Вестфалія стала прусською провінцією. Звідти кінь перекочував і на герб держави Пруссія.
Вестфальський кінь і сьогодні представляє вестфальську частину в гербі землі Північна Рейн-Вестфалія .

### Саксен-Лауенбурзьке герцогство
Саксен-Лауенбурзьке герцогство, яке тимчасово увійшло до складу Ганноверського королівства, також мало герб у вигляді голови коня на червоному щиті. Голова спочатку була золотою, а потім була замінена білою. Коли герцогство було анексовано Пруссією, його герб був забезпечений чорно-білою рамкою в її кольорах.

Герб Савойського дому

### Місто Вольфенбюттель
Коли герцог Жюль Брауншвейг-Вольфенбюттельський надав у 1570 році своїй резиденції Вольфенбюттель (тоді вона називалася Генріхштадт) статус міста, то вибрав для нього герб, який також містив елементи герба герцогства: на блакитному щиті, завуздений і осідланий білий кінь, у повному стрибку перед червоною колоною із золотою короною і білою зіркою. Старі зображення включають золоту зірку, яка відповідає зображенню на гербі герцогів.

### Німецькі залізниці
Німецькі залізниці використовували з 1953 року позначення «саксонський кінь» у назвах двох експресів з номерами F 15 і F 18, які сполучали колишню федеральну столицю Бонн зі столицею землі Нижня Саксонія Ганновером, починаючи з літнього розкладу 1951 року. Потяги курсували до Гамбурга та назад. З 1954 до 1963 року маршрут було скорочено до відстані між Кельном і Ганновером, а номери поїздів змінено на F 15 і F 16. В експресах були місця тільки у 2 класі (старому), а після класної реформи 1956 року тільки в 1 класі (новому). У розкладах, встановлених з 1969 року, було внесено зміни в номери та маршрути поїздів: спочатку Франкфурт-Ганновер-Кельн, потім у 1970 році Бремен-Ганновер-Франкфурт (і на південь до Мангейма). Зрештою, у 1971 році маршрути Гамбург-Мангейм були включені в міжміський розклад.

### Інші території
Саксонський кінь також зустрічається на гербі герцогів Саксен-Альтенбурзького (з 1826 р.), Саксен-Кобург-Готського (з 1821 р.) і, що цікаво, на гербі Савойського дому. Еммануель-Філіберт Савойський ввів його в 1560 році, щоб позначити свою приналежність до роду герцога Саксонського Відукінда. Його також можна знайти на гербі міста Конін, яке колись було частиною Південної Пруссії.

## Поточне використання

### Земля Нижня Саксонія

#### Герб Нижньої Саксонії
Ще до того, як 25 лютого 1947 року члени Антигітлеровської коаліції у Другої світовій війні оголосили про розпуск Пруссії, 23 серпня 1946 року прусська провінція Ганновер відновила свою автономію як земля. Відразу ж Саксонський кінь знову став гербом цієї землі. Земля Брауншвейг прийняла це рішення щодо свого герба трохи раніше: 8 липня 1946 року.
Британський військовий уряд вирішив об'єднати землі Ганновер, Брауншвейг, Ольденбург і Шаумбург-Ліппе, щоб створити 1 листопада 1946 року нову землю Нижня Саксонія. У той час, як у колі земель у Бонні саксонський кінь уже неофіційно використовувався як новий герб Нижньої Саксонії, офіційна дискусія тривала деякий час, щоб визначити, чи слід інтегрувати герби Ольденбурга та Шаумбурга-Ліппе у спільний герб, як у Північному Рейні-Вестфалії чи Рейнланд-Пфальці. Зрештою взяла гору думка про те, що було б розумніше використовувати простий герб із Саксонським конем, який легко запам'ятати. До того ж мешканці земель Ганновер і Брауншвейг становили близько чотирьох п'ятих від загального населення нової землі. Протягом багатьох років Саксонський кінь був неофіційним гербом нової землі. Офіційне рішення про обрання його як герба землі було проголосовано значною більшістю ландтагу 3 квітня 1951 року та закріплено в «тимчасовій конституції Нижньої Саксонії» від 13 квітня 1951 року. Для його адміністративного використання було встановлено конвенцію про відповідність зразка, що означає, що свободи геральдичного твору не поширюються на офіційне використання. Так мотив, намальований Густавом Фелькером, був обов'язково закріплений «законом про герби, прапори та печатки» від 13 жовтня 1952 року. Нова «Конституція Нижньої Саксонії» від 19 травня 1993 року включила це положення у статті 1, пункт 3:
«Нижня Саксонія використовує білого коня на червоному тлі як свій герб і кольори чорний, червоний, золотий з гербом землі на прапорі»
У грудні 1990 року уряд землі, сформований SPD, представив абстрактний «логотип Нижньої Саксонії»: червоний логотип, що представляє в лінії, точці та дузі чітко стилізовану голову коня з чорним написом «Niedersachsen». Усі адміністрації Нижньої Саксонії зробили його своїм відмітним знаком. Його використання асоціаціями, підприємствами та місцевими ініціативами було явно бажаним, але за умови дозволу. Уряд землі, сформований ХДС, 11 грудня 2004 року замінив логотип традиційним гербом коня. Зміна логотипу на логотип герба відбулася без впливу на бюджет, оскільки таким чином старі друковані видання були вичерпані.
Проблема полягає в тому, що герб Нижньої Саксонії часто використовується неофіційними організаціями у зв'язку з фольклором. Його часто використовують стрілецькі клуби, що офіційно є незаконним. Земля Нижня Саксонія поки що уникає суворого дотримання правил, але офіційні служби все частіше цього вимагають.
Для кампанії з підкреслення інноваційних можливостей Нижньої Саксонії (у 2008 році) було використано такий слоган: «Ви знаєте наших коней. Відчуйте нашу силу». Тут посилання на Саксонського коня як символічну тварину стосується глобального значення автомобільної промисловості штату.

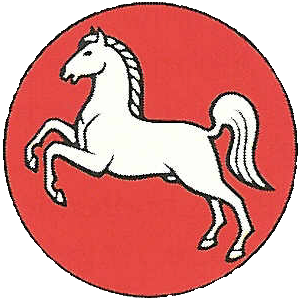
Символ Нижньої Саксонії 1990 року

#### Символ Нижньої Саксонії
Оскільки офіційний герб землі Нижня Саксонія може використовуватися лише державними органами, у mai 1990 був розроблений «символ Нижньої Саксонії», який можна вільно використовувати в приватних або комерційних цілях. Це білий саксонський кінь на червоному або чорному диску.
З нагоди 60-річчя Землі в 2006 році рекламне агентство Gingco з Брауншвейгу розробило новий «символ Нижньої Саксонії» з білим конем, що скаче праворуч, на овальному та червоному тлі, як Саксонський кінь. перспектива. Це графічне зображення використано в інших логотипах, пов'язаних із землею, наприклад, логотипах «Innovation Niedersachsen» («Іновація Нижньої Саксонії»), а також приватних поїздів у Нижній Саксонії. Рішення уряду землі від 6 лютого 2007 року дозволяє широке використання цього логотипу, який називають «символом Нижньої Саксонії», найрізноманітнішими групами населення, такими як федерації, асоціації, компанії та приватні особи. Рішення про використання символу в окремих випадках приймає канцелярія Нижньої Саксонії. Обов'язкова умова — підписання угоди користувача. Як правило, символ не можна використовувати в комерційних цілях.

#### Об'ємне зображення
Сьогодні об'ємна порцелянова статуетка саксонського коня радо дарується державою з нагоди державних візитів і як відзнака, тому вона часто з'являється в ЗМІ. Статуетка була розроблена Вальтером Ніцше в 1957 році і сьогодні виробляється в трьох різних розмірах фарфоровою мануфактурою Фюрстенберга .

### Земля Північна Рейн-Вестфалія

#### Герб землі Північна Рейн-Вестфалія

Герб землі Північна Рейн-Вестфалія з 1953 року

Після Другої світової війни нова земля Північна Рейн-Вестфалія не могла використовувати існуючу емблему суверенітету. Тому в 1947 році земельний уряд вирішив надати людям право взяти участь у розробці герба через публічний конкурс. Виявилося, що рішення буде прийнято на користь поєднання гербів трьох областей: Рейнська область, Вестфалія і Ліппе.
Першу версію в цьому сенсі створив художник Вольфганг Пагенштехер, родом із Дюссельдорфа, у жовтні 1947 року. Остаточний варіант обрала комісія, створена земельним урядом. Емблеми державного суверенітету сьогодні ґрунтуються на відповідних законах 1953 та 1956 років.
Сучасний державний герб у вигляді розділеного на три частини щита з прищепленим наконечником у нижній частині: попереду на зеленому тлі хвиляста біла смуга, що нахиляється вліво, позаду білий кінь, що стоїть на дибки на червоному тлі, а внизу на білому тлі червона троянда, серце і чашолистки якої золоті. Білий кінь символізує частину землі, яка становить Вестфалію. Троянда в нижній частині — це Ліппійська троянда (перевернута), хвиляста біла смуга символізує Рейн і Рейнську область .
Вестфальський кінь є вестфальською версією саксонського коня. Сьогодні саме його піднятий хвіст вважається типовим для вестфальського коня .

#### Асоціація регіонів Вестфалія-Ліппе

Герб об'єднання земель Вестфалія-Ліппе

Як спадкоємець колишньої асоціації провінцій Вестфалія, асоціація регіонів Вестфалія-Ліппе також використовує вестфальського коня у своєму гербі.

### Бундесвер

#### Сухопутні війська
1-а Бронетанкова дивізія армії Бундесверу має як знак розрізнення щит, одна половина якого біла, друга жовта. Він обрамлений срібним шнуром, а посередині — червоний щит, на якому в повному стрибку зображений кінь . Дивізія, штаб якої знаходиться в Ганновері, використовує на знаках відмінності емблеми старої ганноверської армії. У XIX столітті жовтий і білий були кольорами королівства Ганновер. Військовослужбовці носять знаки розрізнення на лівому рукаві службової форми.
Чисельність 1-ї Бронетанкової дивізії перевищує 10 000 осіб, і зараз її реструктурують у сили інтервенції. Її назва залишиться без змін. Підрозділи 1-ї Бронетанкової дивізії розподілені між землями Шлезвіг-Гольштейн, Нижня Саксонія, Північний Рейн-Вестфалія та Баварія. Його солдати вже були розгорнуті в Камбоджі, Боснії та Герцеговині, Косово, Македонії, Афганістані та Кувейті. Наразі за кордоном відряджено понад 7650 бійців дивізії.
21-а Бронетанкова бригада, яка прикріплена до дивізії та дислокована в Августдорфі, Північна Рейн-Вестфалія, має на знаках відмінності Вестфальського коня, як і деякі батальйони під її командуванням. 21-а Бронетанкова бригада раніше була частиною нині розформованої 7-ї Бронетанкової дивізії, на гербі якої також був зображений Вестфальський кінь.

19-та бронетанкова бригада
1-й артилерійський полк
1-а бронетанкова дивізія
21-а ОМСБр
72-а винищувальна ескадрилья

#### Військово-морськи сили
Герб Нижньої Саксонії з конем також знаходиться на носі фрегата F208 «Niedersachsen», корабля ВМС Німеччини, списаного у 2015 році, що належить до категорії 122, також званої Бременською категорією. До цієї категорії відносяться вісім фрегатів, вони названі на честь німецьких держав і великих міст. Вони розташовані у Вільгельмсгафені . Ці човни обладнані для ведення морських боїв і для боротьби з підводними човнами.

#### Повітряні сили
Вестфальський кінь також прикрашав значок 72 винищувальної ескадрильї, яка до 2006 року дислокувалась у Рейні та Хопстені у Північній Рейні-Вестфалії та з тих пір була розформована.

## Використання неурядовими організаціями

### Як логотип

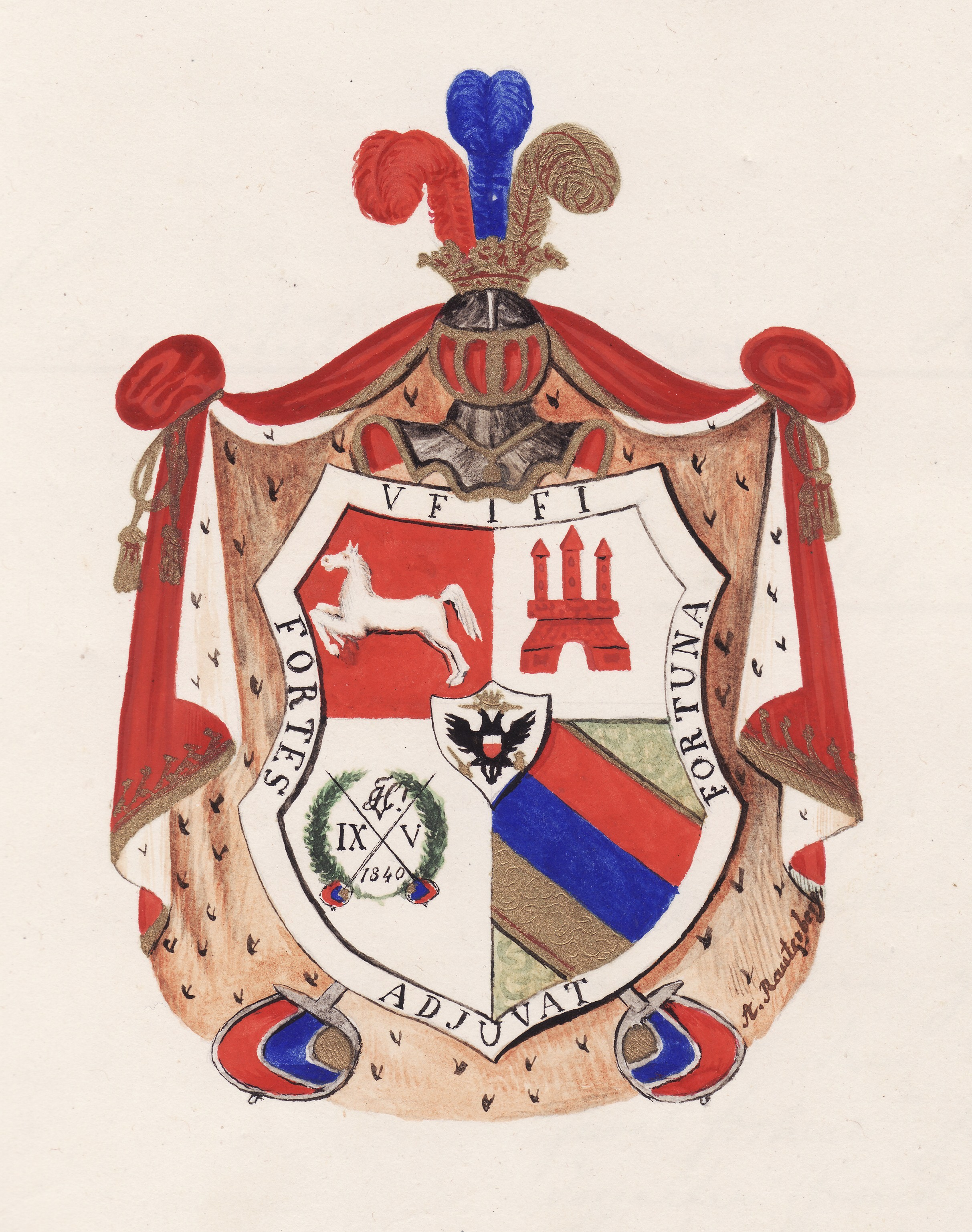
Гвельфський кінь на гербі Ганноверського корпусу Геттінген

Коли неурядові організації виникли в XIX столітті, Саксонський кінь також було обрано символом низки з них. На територіях Гвельфів численні клуби гімнастики, співу та стрільби розміщували коня на своїх прапорах.
У більшій частині Німеччини студентські асоціації, особливо якщо вони мали зв'язок з територіями (Нижньої) Саксонії, використовували білого коня на червоному тлі як складову своїх студентських гербів, часто як герб. Особливо це стосується асоціацій, що носять назву «Саксонія», «Ганновер» або «Ганноверанія» та «Брауншвейг». Асоціації під назвою «Вестфалія» так само показують «гарцюючого» Вестфальського коня на гербі. Найстарішим відомим використанням Саксонського коня в академічних колах є insignium nationis saxonicae (франц.: відзнаки жителів Нижньої Саксонії) розпис по дереву з XVII століття, що зберігається Лейпцизьким університетом.
Компанії також часто-густо використовують саксонського коня як розпізнавальний знак, як-от Öffentliche Versicherung Braunschweig (Державна страхова компанія Брауншвейгу). Компанію було засновано у 1754 році герцогом Карлом I Брауншвейгським як регіональну установу страхування від пожежі. Ця діяльність досі здійснюється на південному сході Нижньої Саксонії, пропонуючи також страхування життя та майна. На логотипі компанії зображений жовтий саксонський кінь на синьому колі. Кольори відносяться до офіційних кольорів герцогства Брауншвейг з 1830 року.
Автомобільний постачальник Continental AG, що базується в Ганновері, також використовує силует саксонського коня, помаранчевий або чорний, два кольори компанії, поряд із написом своєї назви на логотипі компанії, що була заснована у 1871 році в Ганновері.
Асоціація «Braunschweigische Landschaft e.V.» поставила собі за мету зберегти самобутність землі Брауншвейг та прихильність населення до історії навіть після створення землі Нижня Саксонія. Логотипом вона використовує силует саксонського коня.

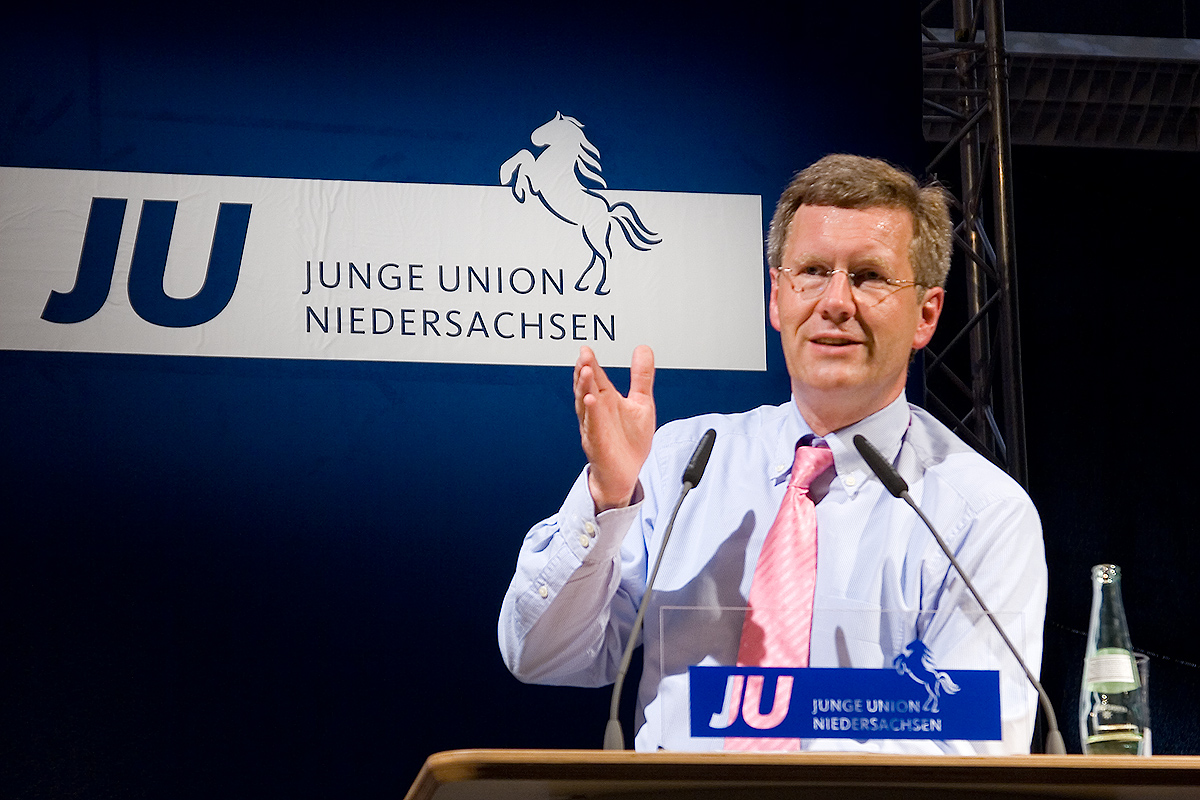
Міністр-президент Крістіан Вульф під час виступу у 2007 році, на задньому плані саксонський кінь на логотипі «Jungen Union» в Нижній Саксонії.

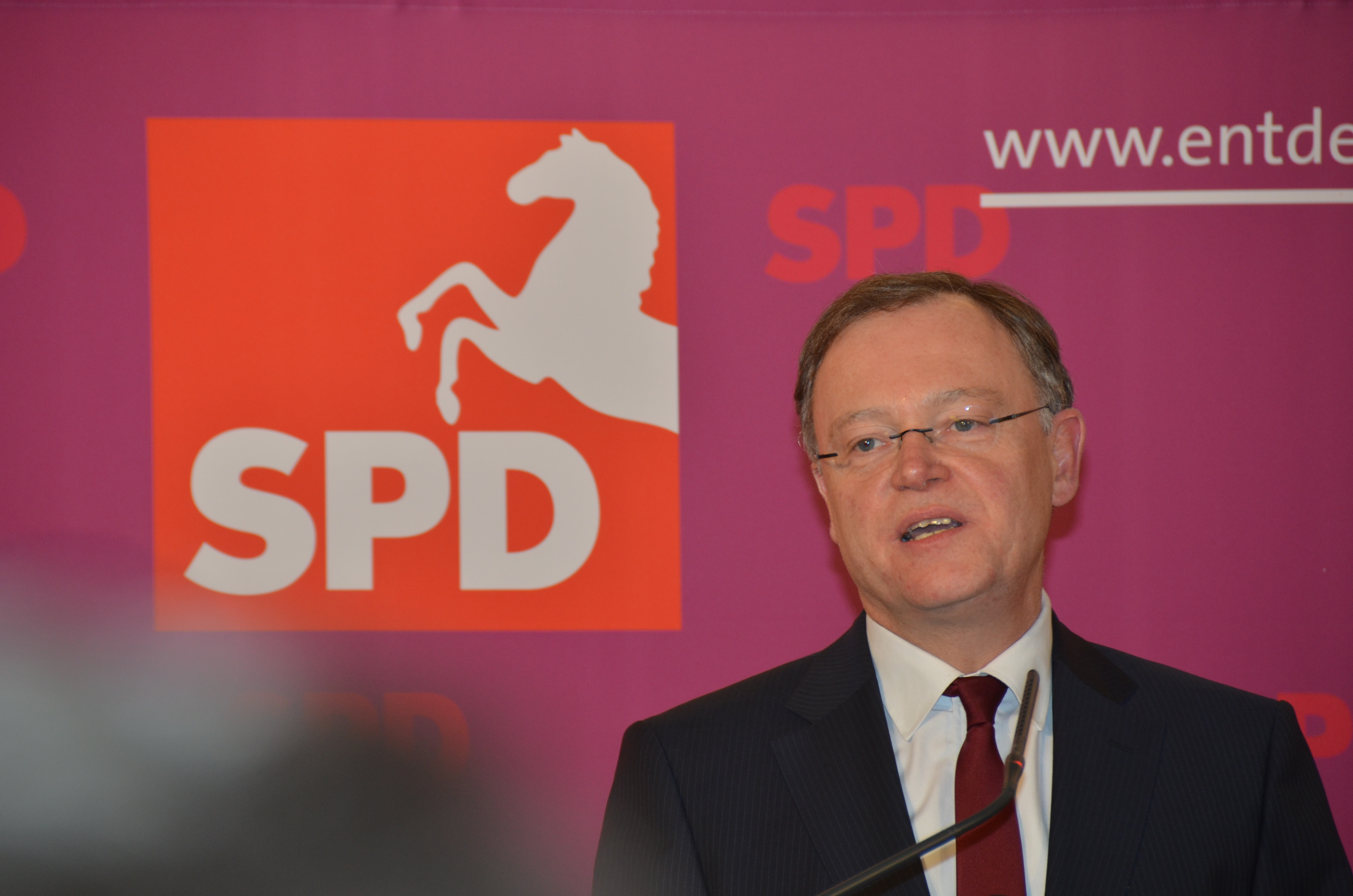
Міністр-президент Стефан Вайль увечері виборів до ландтагу в Нижній Саксонії
у 2013 році із саксонським конем у логотипі SPD.

Регіональні федерації основних політичних партій Нижньої Саксонії (CDU, SPD) також використовують мотив коня на своїх логотипах.
Спортивний клуб TSV Fortuna Sachsenross Hannover також використовує саксонського коня як свій логотип.

### Як слово
«Саксонський кінь» також є дуже популярною назвою у галузі гастрономії та громадського харчування. Наприклад:
- Готель-пансіон Sachsenross в Альтенау в Гарці
- Готель-ресторан Zum Sachsenroß в Нертен-Гарденберзі
- Готель Sachsenross у Брухгаузен-Фільзені
- Сільська корчма Zum Sachsenross в Ютце -Генигсене

Крім того, спортивний клуб «TSV Fortuna Sachsenross von 1891 e.V.» Ганновера прийняв назву геральдичної тварини Нижньої Саксонії.
З 1953 року Deutsche Bundesbahn, а точніше Deutsche Bahn AG, завжди дає назву «Саксонський кінь» одному зі своїх найкращих поїздів далекого сполучення. Це почалося з «F-Zügen» і продовжилося з поїздами InterCity та ICE до сьогодні. Спочатку це були потяги, які відправлялися з Ганновера або прямували до нього, пізніше потяги курсували в напрямку північ-південь із зупинкою в Ганновері.

## Нові сучасні творіння
Саксонський кінь і сьогодні надихає жителів Нижньої Саксонії на створення сучасних символів ідентичності.
Таким чином, щоб підтримати свою роботу зі зв'язків з громадськістю для європейської ідеї, уряд Нижньої Саксонії створив Europa-Informationszentrum Niedersachsen (Європейський інформаційний центр Нижньої Саксонії), корпоративною фігурою якого є кінь Європи Eurogaloppo, поєднання коня Нижньої Саксонії з Європейською символікою.
Починаючи з 1997 року, театр «am Küchengarten (-TAK)» у Ганновері щороку вручає бажану премію кабаре Gaul von Niedersachsen («Гал із Нижньої Саксонії») вартістю 2500 євро. Металевий трофей уособлює задню частину коня. З 2003 року існує заохочувальний приз у розмірі 1000 євро для підростаючого покоління митців, Fohlen von Niedersachsen («Жеребець з Нижньої Саксонії»), чия статуетка представляє молодого коня, що перекидається на спині.
Округ Геттінген присуджує премію за інновації, бронзовий трофей якої зображує чоловіка, який несе на спині саксонського коня. Скульптуру виконав художник із Геттінгена Крістіан Янковський (1968 р.н.).

## Інші кінні герби
Якщо врахувати, що європейські герби з'явилися як символи ідентичності лицарів, військової аристократії, що бореться на конях, може здатися дивним, що кінь, як «звичайна фігура», відносно рідко з'являється на європейських гербах. З іншого боку, частіше зустрічається мотив «вершника», особливо у Східній Європі, а також казкових істот, таких як кентавр, єдиноріг або Пегас.

Герб Штутгарта
Білий «Гаазький кінь» на гербі Альбахінга
Герб Міхельфельда
Герб Альмендінгена (Вюртемберг)

Єдиний інший національно відомий німецький герб із зображенням коня — це герб міста Штутгарт, який зображує вороного коня, що піднявся на дибки на золотому щиті. Ця геральдична тварина, яку запозичив логотип бренду спортивних автомобілів Porsche, здобула навіть міжнародну популярність. Відповідно до однієї з теорій, логотип конкуруючої марки Ferrari також мав походження з герба міста Штутгарт (див. також: «Гарцюючий кінь»).
«Білий Гаагський кінь» є менш відомим. Герб графства Гааг, території Верхньої Франконії в Баварії, що безпосередньо належала до імперії з X століття, з 1245 року має вигляд білого коня у повному стрибку на червоному щиті. Графство було розпущено у 1804 році, втім Гаагський муніципалітет досі використовує цей герб. Саме від нього в 1973 році походить герб нової общини Санкт-Вольфганг, розташованої на території колишнього округу. Герб муніципалітету Альбахінг також містить зображення білого Гаагського коня, однак із вуздечкою, у червоній рамці.
У Німеччині неподалік від Штутгарта все ще є невеликі містечка, назва яких поєднується зі словами «Росс», «Пферд», «Хенгст» або «Штут(е)» (усі належать до лексичного поля «кінь») і чиї герби містять мотив коня, іноді у вуздечці чи з сідлом, іноді вільного. В частині їх гербів також зображено просто голову коня.

### Нижня Саксонія
- Das Niedersachsenross (Пам'ятка від 4 лютого 2009 р. в Інтернет-архіві) (через Інтернет-архів)
- Нижня Саксонія: Wappen і Flag
- New Verfassung, Artikel 1,, Satz (3) zum Landeswappen
- Geschichte der Niedersachsen und des Sachsennames
- Європейський інформаційний центр (EIZ)
- Niedersachsen Niedersächsisches Europa-Pferd «Eurogaloppo»

### Ганновер
- Königreich Hannover

### Брауншвейг (-Вольфенбюттель)
- Das große Wappen des Herzogtums Braunschweig mit dem Sachsenross als Helmzier
- Herzoglich-Braunschweigischer Staatskassenschein über 10 Mark (Rückseite) mit Sachsenross

- Braunschweigische Landschaft e. v.

### Вельфи
- Heutiges Familienwappen der Welfen auf der Welfen-Website

### Компанії, асоціації
- «Niedersachsenross» Porzellanmanufaktur Fürstenberg
- TSV Fortuna Sachsenross Hannover (Niedersachsenliga West – Fußball)
- TV «Sachsenross» Hille

### Герби муніципалітетів
- Wappen von Althengstett (Landkreis Calw, Baden-Württemberg)
- Wappen von Pferdsdorf (Wartburgkreis, Thüringen)
- Wappen von Pfersdorf (Ortsteil von Hildburghausen, Kreis Hildburghausen, Thüringen)
- Wappen von Rossbach (Ortsteil von Wolfstein, Kreis Kusel, Rheinland-Pfalz)
- Wappen von Rossdorf (Ortsteil von Bruchköbel, Main-Kinzig-Kreis, Hessen)
- Wappen von Rossdorf vor der Rhön
- Wappen von Rossfeld (Kreis Coburg, Bayern)
- Wappen von Rosshaupten (Kreis Ostallgaeu)
- Wappen von Rosstal (Kreis Fürth in Bayern)
- Wappen von Rosswein (Kreis Dobeln, Sachsen)
- Wappen und Wappen von Sankt Wolfgang
- Wappen von Stutensee (Kreis Karlsruhe, Baden-Württemberg)
- Wappen von Stuttgart
- Wappen von Wolfenbüttel

### Інше
- 3D-Laserscan-Projekt der Universität Hannover «Sachsenross»